# Comuna Birkî, Iavoriv
Birkî (în ucraineană Бірки) este o comună în raionul Iavoriv, regiunea Liov, Ucraina, formată din satele Birkî (reședința) și Rokîtne.

## Demografie
Componența lingvistică a comunei Birkî
     Ucraineană (99,35%)
     Alte limbi (0,65%)
Conform recensământului din 2001, majoritatea populației comunei Birkî era vorbitoare de ucraineană (99,35%), existând în minoritate și vorbitori de alte limbi.